# Rhizophydium chytriomycetis
Rhizophydium chytriomycetis är en svampart som beskrevs av Karling 1946. Rhizophydium chytriomycetis ingår i släktet Rhizophydium och familjen Rhizophydiaceae.   Inga underarter finns listade i Catalogue of Life.